# James W. Flanagan

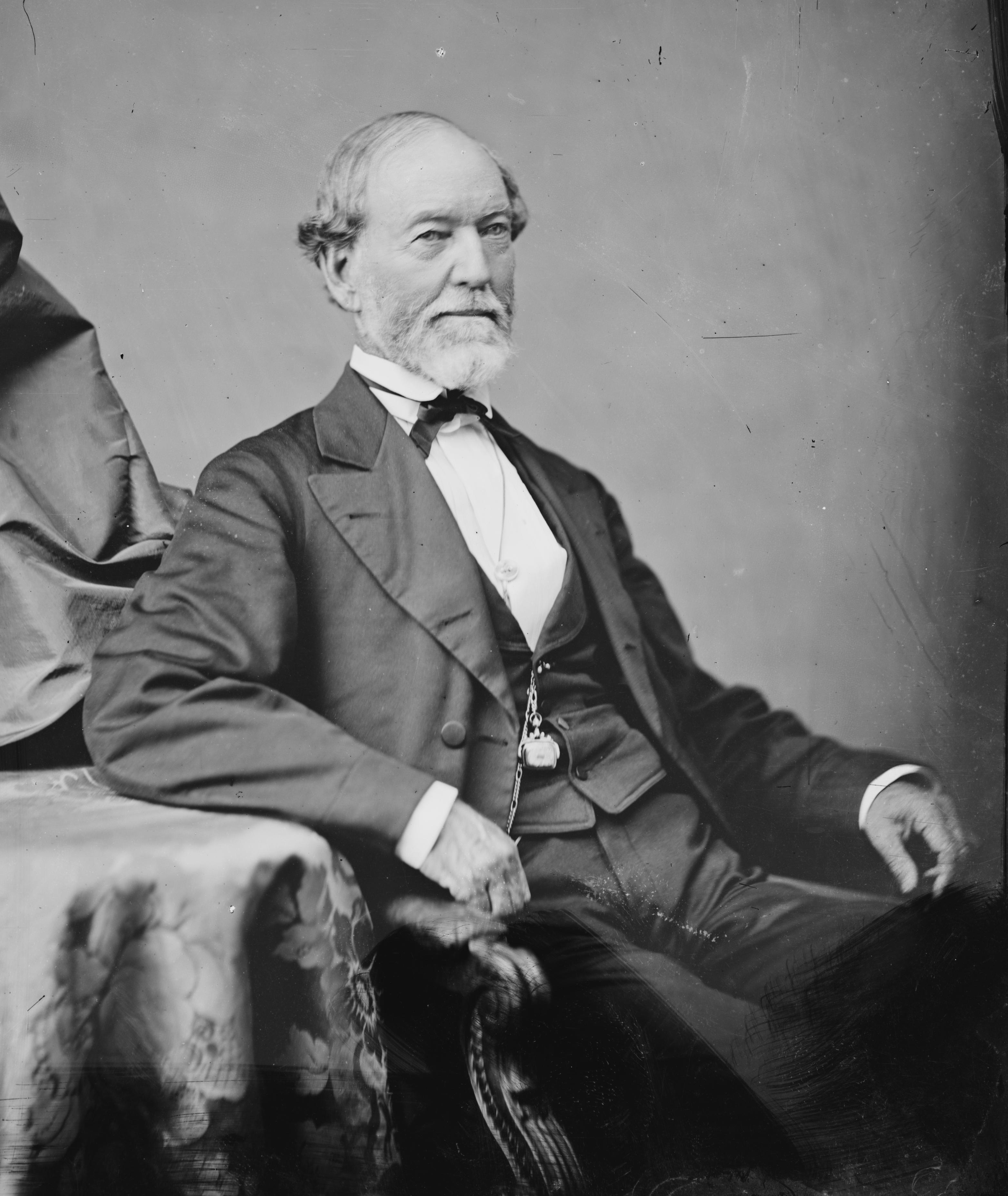
James W. Flanagan

James Winright Flanagan (* 5. September 1805 in Gordonsville, Virginia; † 19. September 1887 in Longview, Texas) war ein US-amerikanischer Politiker, der den Bundesstaat Texas zwischen 1870 und 1875 im US-Senat vertrat.

## Leben
James Winright Flanagan, Sohn von Charles und Elizabeth (geb. Saunders) Flanagan, verbrachte seine ersten Lebensjahre im Albemarle County, der an Gordonsville, Virginia, angrenzt. Er war noch keine zehn Jahre alt, als er mit seinen Eltern nach Kentucky zog, wo sich die Familie in Boonesborough niederließ. Als junger Mann begann er dann eine erfolgreiche kaufmännische Laufbahn in Cloverport am Ohio River. Er studierte auch die Rechtswissenschaften und wurde 1825 in die Anwaltskammer aufgenommen. Im Jahr darauf heiratete er Polly Moorman. Mit ihr zog er nach 1844 nach Henderson in Texas.
Dort eröffnete Flanagan ein Geschäft. Überdies erwarb er eine Farm, beteiligte sich an Spekulationsgeschäften mit Grundbesitz und praktizierte als Anwalt.

## Politik
Ursprünglich gehörte Flanagan den Whigs an und war ein Anhänger von Sam Houston. Später trat er dann den Republikanern bei, zu deren moderatem Flügel er stets zählte. Von 1851 bis 1852 war er Abgeordneter im Repräsentantenhaus von Texas, von 1855 bis 1858 Staatssenator.
Während des Bürgerkrieges zog sich Flanagan, der loyal zur Union stand, aus der Politik zurück und betätigte sich nur als Farmer. Während der Zeit der Reconstruction übernahm er dann wieder öffentliche Ämter. So nahm er an beiden Verfassungskonventen von Texas nach Kriegsende teil, wobei die erste dabei entstandene Verfassung aus dem Jahr 1866 von der Mehrheit der radikalen Republikaner im Kongress abgelehnt wurde. Erst der zweite Entwurf wurde 1869 ratifiziert.
Nachdem die neue Verfassung in Kraft getreten war, wurde Flanagan zum Vizegouverneur von Texas gewählt. Dieses Amt übte er bis 1870 aus; als Texas wieder Vollmitglied in der Union wurde, benannte ihn das Parlament zu einem der beiden Vertreter des Staates im US-Senat. Das zweite Mandat fiel an Morgan C. Hamilton. Flanagan verblieb bis zum 3. März 1875 im Senat und unterstützte dort die Politik von Präsident Ulysses S. Grant; mit Samuel B. Maxey trat ein Demokrat seine Nachfolge an.
James Flanagan setzte sich danach auf seiner Farm in Longview zur Ruhe. Er war zweifacher Witwer und heiratete in seinen späten Lebensjahren noch einmal. Insgesamt war er Vater von elf Kindern; einer seiner Söhne, David Webster Flanagan, amtierte 1871 ebenfalls als Vizegouverneur von Texas.